# Раймонд Детрез
Раймонд Детрез (на нидерландски: Raymond Detrez) е белгийски българист, филолог, историк и преводач.

## Биография
Раймонд Детрез e част от фламандската общност. Следва славянска филология (със специалности руски, старобългарски и сърбохърватски) във Висшия институт за източни, източноевропейски и африкански езици и история при Държавния университет в Гент, Белгия от 1967 до 1971. През 1972 г. специализира български език, литература и история в Софийския университет. Женен е за филоложката Мая Буюклиева, с която притежават къща в пернишкото село Мърчаево.
От 1974 до 1996 г. работи за Третата програма на Белгийското радио. Отговаря за предаванията за история, култура и актуални събития в Източна Европа. Предприема многократни пътувания из Източна Европа, и по-специално из Балканите, където разговаря с политици, писатели, художници и културни дейци, събира автентична народна музика.
От 1990 г. преподава История на Балканите в Католическия университет в Льовен. От 1994 до 1998 г. преподава курс за етнически конфликти за студенти-политолози в School for European Studies в Льовен.
През 1997 г. става професор по история и история на културата на Източна Европа в отдел Източноевропейски езици и култури в Гентския университет. През 2000 г. основава Центъра за югоизточноевропейски изследвания при Гентския университет.

## Творчество
Първите българистични публикации на Раймонд Детрез засягат българо-нидерландските езикови контакти. Научните му интереси са насочени на първо място към Българското възраждане, развитието на културата на Балканите, появата на национализма и междуетническите отношения през 19., 20. и 21. век.
Р. Детрез превежда българска художествена и научна литература (антологии на българската поезия и проза, отделни автори като Павел Вежинов, Николай Кънчев, Любомир Левчев, Йордан Радичков, Николай Хайтов, научни трудове като „История на България“ от Иван Илчев и др.).